# بغض البشرية

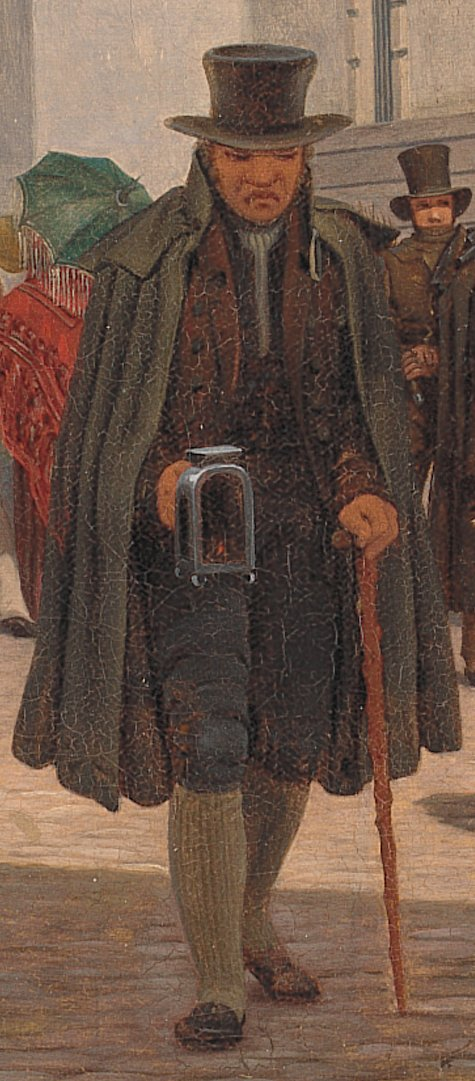

بغض البشرية أو المسنثروبيا (بالإنجليزية: Misanthropy)‏ هي توجه فكري أو حالة نفسية تتمثل في كراهية ومعاداة، وانعدام الثقة في، الكائن البشري (أو البشرية) إما بسبب قناعة فلسفية أو اختلال نفسي.
والشخص الذي يتصف بهذه الصفة يسمى«باغض الإنسان».
المعنى الاصطلاحي:
حالة «بغض الإنسان» تصف حالة نفسية وليست موقف من الإنسان. «باغض البشر» لا يتسم لا بالغرور ولا بالعدوانية تجاه البشر. ولا يستبعد أن يكون له تعامل مع البشر. وبرغم التعريف الحرفي ل«باغض البشر» إلا أنه ليس مضاداً للعمل الخيري. والذي يحكم به على موقف الإنسان من أخيه الإنسان.
في بعض الحالات ينعزل«باغض البشر» وفي هذه العزلة الاختيارية والتي تختلف عن مفهوم الخجل المرضي من البشر لا يمكن أن يحدث تقارب ما بين «باغض البشر» والمجتمع المحيط به.

## الفلسفة
وفي فلسفة كانط التي عبر فيها بوصف «باغض البشر» بأنه: «باغض البشر يهرب من مواجهة الناس إما لأنه يحتقرهم أو أنه يشعر بأنهم أعدائه.» أما شوبنهاور فقد وصف «باغض البشر»:«الحاجة الناتجة عن الفراغ والرتابة تدفع المجتمع ليتفاعلوا مع بعضهم البعض إلا أن كثير من الصفات البغيضة للبشر تدفعهم بعيداً عن بعضهم البعض.»

## الفن
تناول الفن فكرة «بغض البشر» في كثير من الأعمال الفنية مثل: ميناندر وشكسبير وموليير.